# Gobernación de Jerusalén

Gobernación de Jerusalén en Cisjordania, con la parte de Jerusalén Este reclamada por Israel.

La gobernación de Jerusalén (en árabe: محافظة القدس) es una de las dieciséis gobernaciones del Estado de Palestina, situada en la porción central de la Ribera Occidental o Cisjordania. La Autoridad Palestina reivindica que su capital sea Jerusalén oriental (de 70 km² y ocupada por Israel desde 1967). La superficie total de la provincia es de 331,6 km².
Según la Oficina Central Palestina de Estadística, la provincia tenía una población de 429 500 habitantes en 2005, representando el 10,5% de los habitantes árabes que viven en Palestina.

## Política
Jerusalén oriental está bajo el control administrativo y militar del Estado de Israel. Fue anexada por Israel durante la Guerra de los Seis Días en 1967, movimiento que ningún país del mundo ha reconocido y que fue condenado por la resolución 478 del Consejo de Seguridad de la ONU, que declaraba dicha anexión «una violación del derecho internacional» y es «un serio obstáculo para el logro de una paz completa, justa y duradera en el Oriente Medio». En cualquier caso, los residentes palestinos participan en las elecciones de la Autoridad Nacional Palestina votando por correo. Durante las elecciones de 2006 para el Consejo Legislativo Palestino, Hamás ganó 4 escaños, mientras que los candidatos de Fatah ganaron los otros dos escaños reservados para los cristianos. Los candidatos de Fatah fueron Imil Jarjoui e Ivivian Sabella.
| - Jerusalén Este - Abu Dis - al Azariyeh - al-Ram | - Biddu - Beit 'Anan - Bir Nabala - Hizma - Kafr Aqab - Qatanna |